# Урсула Радванска
Урсула Радванска или Уршу̀ля Радва̀нска (на полски: Urszula Radwańska) е полска тенисистка, родена на 7 декември 1990 г. в Ахаус, Германия. Тя е по-малката сестра на Агнешка Радванска. Най-високото ѝ класиране в ранглистата за жени на WTA e 62-ро място, постигнато на 10 август 2009 г. Към месец юли 2015 г. е на 99 място в ранглистата на WTA.